# Лопеш Кунья, Дуарте
Дуарте Лопеш Кунья (порт. Duarte Lopes Cunha; родился 25 января 2008 года в Сервейре, Португалия) — португальский футболист, нападающий юношеской команды клуба «Порту».

## Клубная карьера
Дуарте начинал карьеру в детской команде «Вила Нова» из родной Сервейры, а в 2017 году вошёл в систему клуба «Порту». В 2024 году перспективный нападающий заключил с «драконами» свой первый профессиональный контракт.

## Карьера в сборной
С 2024 года Дуарте защищает португальские цвета на юношеском уровне. В 2025 году в составе сборной Португалии до 17 лет он участвовал на юношеском чемпионате Европы в Албании. Дуарте пропустил первый матч со сборной Албании (до 17 лет), а все остальные 4 игры выходил в стартовом составе, забив гол в финальном поединке с французами. Его национальная команда в итоге стала чемпионом Европы среди юношей. Всего за юношеские сборные Португалии нападающий забил 3 мяча в 24 играх.

## Достижения
Сборная Португалии (до 17 лет)
- Чемпион Европы (до 17 лет) (1): 2025